# Auguste Reverdin
Auguste Reverdin (Genève, 2 december 1848 - aldaar, 18 juni 1908) was een Zwitsers medicus en hoogleraar.

## Biografie

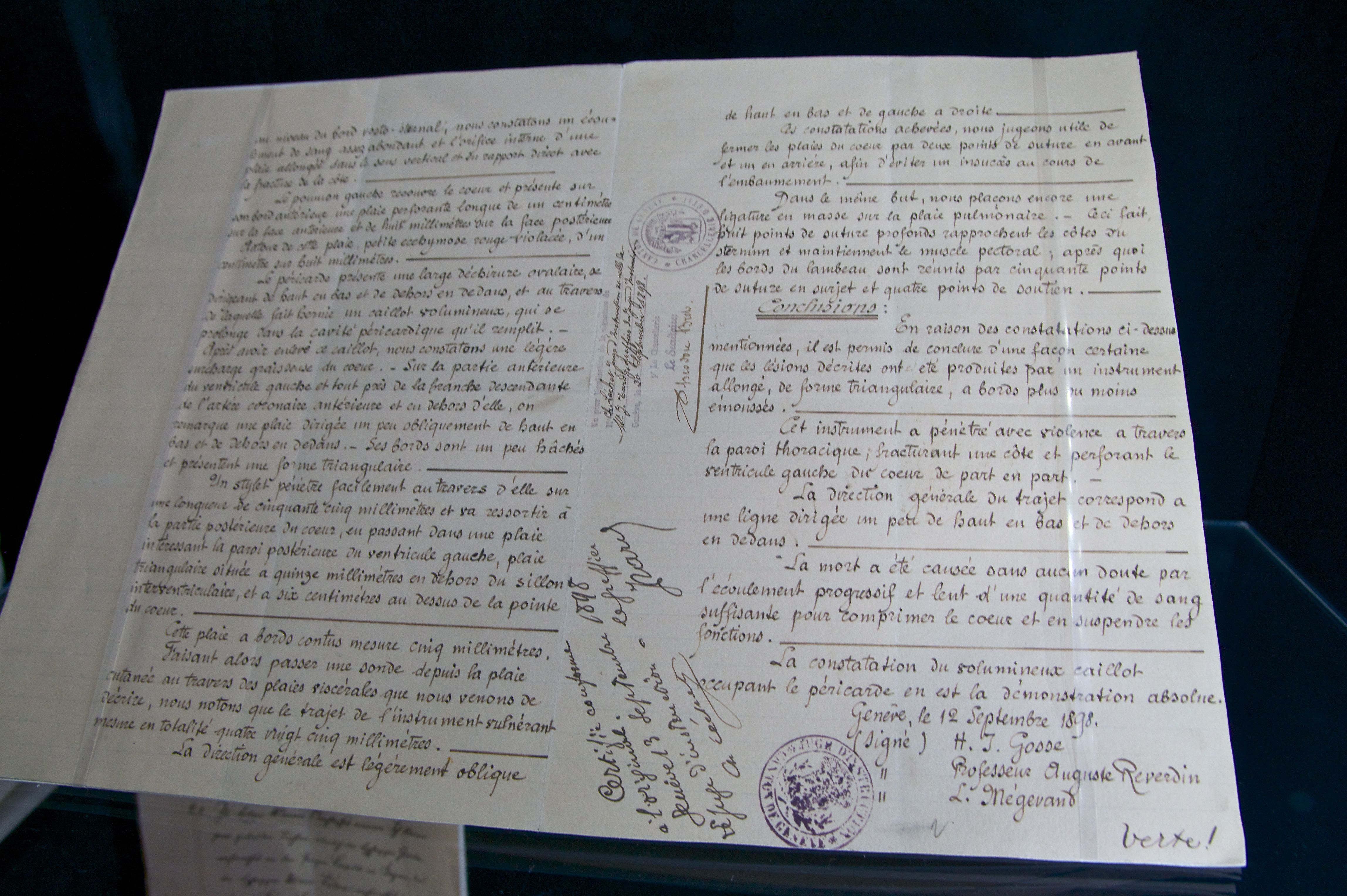
Het autopsieverslag opgemaakt na de moord op Elisabeth van Oostenrijk in 1898.

Auguste Reverdin studeerde geneeskunde aan de Universiteit van Straatsburg, waar hij in 1874 een doctoraat behaalde, en in Parijs. Na zijn studies zou hij voor de Parijse ambulancedienst werken en ook aan de slag gaan in buitenlandse ziekenhuizen. In 1879 keerde hij naar Genève terug. Auguste Reverdin was familie van architect Adolphe Reverdin en van Jaques Louis Reverdin. Met die laatste richtte hij in 1879, bij zijn terugkomst naar Genève, de eerste privékliniek van de stad op. In 1887 werd Reverdin buitengewoon hoogleraar en in 1899 vervolgens gewoon hoogleraar chirurgie aan de Universiteit van Genève. Na de moord op Elisabeth van Oostenrijk in Genève op 10 september 1898 voltrok hij de autopsie op het lichaam van de keizerin.
Reverdin was de uitvinder van meerdere medische instrumenten alsook van anesthesiemateriaal en ontsmettingsmateriaal. Met zijn werk Antisepsie et asepsie chirurgicale won hij in 1895 een belangrijke medische prijs van de Académie Nationale de Médecine in Parijs. Hij werd tevens geëerd met verschillende buitenlandse onderscheidingen en was lid van verschillende medische organisaties, waaronder de Société de la crémation des corps, de Académie Nationale de Médecine (sinds 28 mei 1901) en de Société de chirurgie van Parijs.
In 1904 was Reverdin een van de vele medici die Ilja Iljitsj Metsjnikov nomineerden voor de Nobelprijs voor de Geneeskunde, die echter uiteindelijk werd gewonnen door Ivan Petrovitsj Pavlov. Metsjnikov zou later, in 1908, alsnog deze Nobelprijs winnen.

## Werken
- Antisepsie et asepsie chirurgicales, 1894.